# Hipolit Oleszyński
R. Hipolit Oleszyński (ur. 12 sierpnia 1857 w Warszawie; zm. 29 kwietnia 1930 w Harvey w stanie Illinois, Stany Zjednoczone) – pierwszy polski Badacz Pisma Świętego. Był długoletnim współpracownikiem Charlesa Taze Russella. Tłumacz Boskiego planu wieków (I tomu Wykładów Pisma Świętego) na język polski, a także pierwszy tłumacz polskiego wydania „Strażnicy”, w latach 1915 do 1918. Od 1919 roku wpływowy zwolennik Pastoralnego Instytutu Biblijnego i członek ruchu Wolnych Badaczy Pisma Świętego. Jego działalność wywarła ogromny wpływ na wszystkie grupy Badaczy Pisma Świętego w Polsce.

## Życiorys

### Dzieciństwo
Urodził się w rodzinie katolickiej, jego rodzice należeli do klasy średniej. Od dzieciństwa był uczony posłuszeństwa wobec religii swoich rodziców. Wcześnie jednak został sierotą, co przyczyniło się do tego, że otrzymał tylko podstawowe wykształcenie.
Od księdza w swojej parafii otrzymał pozwolenie na wykonywanie różnych usług podczas nabożeństw kościelnych, co wywołało u niego pragnienie poświęcenia się pracy religijnej. Mając 15 lat postanowił kształcić się na księdza. Zgłoszona przez niego aplikacja o przyjęcie na studia kapłańskie została jednak odrzucona, ponieważ nie spełniał żadnego z wymaganych kryteriów. Przyjął to jako swoją pierwszą porażkę życiową.

### Poszukiwanie drogi życiowej
Kierując się przekonaniem, że gdzieś i w jakiś sposób zostanie dopuszczony do służby Bogu w Kościele katolickim, opuścił swoje rodzinne strony. Podróżował przez Niemcy, Austrię i Włochy, pracując w tym czasie dorywczo na swoje utrzymanie. W ten sposób dotarł do Rzymu. W tym mieście ponownie zgłosił swoją aplikację do seminarium duchownego, będąc przekonany, że tym razem nie dozna zawodu. Jednak ku swojemu zdziwieniu, również i tutaj nie został przyjęty.
Wydarzenie to stało się dla niego wielkim rozczarowaniem. Ostateczne zamknięcie drogi do studiów kapłańskich doprowadziło go do utraty wiary, choć nie przestał wierzyć w istnienie siły najwyższej. Wątpiąc w istnienie religii prawdziwej wyjechał z Rzymu do Francji, gdzie w wieku 23 lat zaczął sympatyzować z ideami socjalistycznymi.
Po kilku latach podróżowania po Francji powrócił do Polski. Mieszkając w domu swojego brata, miał kontakt ze spirytyzmem. Spotykała się tam mała grupa, która eksperymentowała z działaniem tabliczki Ouija. Oleszyński miał umysł otwarty na wszystko, szybko jednak zrezygnował z przeprowadzania takich eksperymentów.
Został powołany do odbycia obowiązkowej służby w armii carskiej na okres trzech lat. W jej trakcie spotkał baptystów, od których otrzymał Nowy Testament. Pierwszy raz w życiu posiadał tę Księgę. Przyjaźniąc się z baptystami, rozpoczął dyskusje religijne z nimi oraz zainteresował się treścią Biblii. Później wspominał tę służbę jako okres, gdy dyscyplina wojskowa pomogła mu w rozwijaniu charakteru. W trakcie służby wojskowej nabawił się jednak tyfusu i zapalenia płuc. Po przewlekłej chorobie powrócił do zdrowia, lecz dolegliwości spowodowane tamtymi chorobami odczuwał do końca życia. Wiedziała o nich tylko jego rodzina i najbliżsi przyjaciele.

### Wyjazd do Stanów Zjednoczonych
Po zakończeniu służby wojskowej, podobnie jak poznany przez niego w armii przyjaciel, baptysta, postanowił wyjechać do Ameryki. W 1891 roku, w wieku 34 lat, przez Hamburg wyruszył do Nowego Jorku. Stamtąd wkrótce udał się do Chicago. W tym okresie posługiwał się kilkoma językami, ale języka angielskiego nie znał.
Po trzech miesiącach pobytu w Stanach Zjednoczonych w Chicago Oleszyński spotkał C. Antoszewskiego, Polaka, który sprzedawał Biblie i książki religijne Badaczy Pisma Świętego imigrantom. C. Antoszewski zapoznał Oleszyńskiego z pierwszym tomem Wykładów Pisma Świętego w języku angielskim, tłumacząc mu treść książki na język polski. W sierpniu 1893 roku Hipolit Oleszyński na odbywającej się w języku angielskim pierwszej Konwencji Generalnej Międzynarodowego Stowarzyszenia Badaczy Pisma Świętego w Chicago przyjął chrzest.

### Badacze Pisma Świętego
W 1893 roku Oleszyński zapoznał z wierzeniami Badaczy Pisma Świętego rodzeństwo, brata i siostrę Wierzyłło (lub Wierzydło). W 1900 roku panna Wierzyłło została jego małżonką. Para miała pięcioro dzieci.
W 1895 roku postanowił odwiedzić swoją rodzinę w Warszawie z zamiarem podzielenia się wierzeniami Badaczy Pisma Świętego. W kraju jednak został źle przyjęty i zawiedziony wrócił do Stanów Zjednoczonych. Przez najbliższych i znajomych został uznany za fanatyka lub człowieka, który zagubił gdzieś swój rozsądek. W drodze powrotnej do Chicago jechał przez Egipt, by zwiedzić Wielką Piramidę, uważaną przez Badaczy Pisma Świętego za „Biblię w Kamieniu”. Po powrocie do Ameryki w Pittsburghu odwiedził Charlesa T. Russella. Ten, pomimo jego słabej znajomości języka angielskiego, widząc jego gorliwość i entuzjazm, powierzył Oleszyńskiemu działalność wśród amerykańskiej Polonii.
W 1896 roku Oleszyński założył pierwszy polski zbór w Chicago, który liczył wtedy zaledwie 5 członków. W następnym roku zbór liczył już 22 osoby, była to jednak liczba ruchoma. Oleszyński usługiwał temu zborowi mieszkając na przedmieściach Chicago, a na zebrania musiał pokonywać rowerem 22 mile. W okresie tym zapoznał z wierzeniami Badaczy Pisma Świętego Wincentego Kina, który również przyjechał z Warszawy.
Gdy Oleszyński częściowo poznał język angielski, około 1900 roku przetłumaczył na język polski kilka broszur Badaczy Pisma Świętego, które następnie na własny koszt drukował i rozpowszechniał. W tym dziele wspomagała go żona, która prowadziła mały zakład wyrobu sztucznych kwiatów. Był on źródłem wieloletniego dochodu rodziny w okresie, gdy Oleszyński poświęcał cały swój czas podróżowaniu i działalności kaznodziejskiej.
Dzięki jego działalności nauki Badaczy Pisma Świętego w języku polskim docierały do kolejnych większych miast Ameryki. W roku 1907 Oleszyński skończył tłumaczenie skróconej wersji pierwszego tomu Wykładów Pisma Świętego. Ten tom dotarł również do Polski, gdzie w tym czasie zaczęły już powstawać małe grupy Badaczy, między innymi na skutek działalności Wincentego Kina, który ze Stanów Zjednoczonych powrócił do Polski.

### Wyjazdy do Polski
W 1911 roku na skutek prośby skierowanej przez W. Kina do C.T. Russella o wysłanie Oleszyńskiego na ziemie polskie w celu odwiedzenia zborów, odwiedził on zbory w Warszawie, Łodzi, Pabianicach, Krakowie i innych miejscowościach. W roku 1912 został wysłany do Polski po raz trzeci, przebywając w kraju około 8 miesięcy. Podróżował od miasta do miasta, przemawiając do stale rosnącej liczby uczestników prywatnych zebrań, a także występując z publicznymi przemówieniami, gdziekolwiek to było możliwe. Publicznych zgromadzeń nie było wiele, gdyż władze obawiając się przygotowań do zbrojnego powstania wymagały pozwoleń na zebrania, wydawanych w każdym mieście osobno. W trakcie pobytu w Warszawie wydał w języku rosyjskim, w nakładzie 10 tysięcy egzemplarzy, broszurę pt.: „Gdzie są umarli? Co Biblia mówi o piekle?”.
W roku 1913 Oleszyński przyjechał do Polski po raz czwarty. Ze względu na wybuch I wojny światowej i związane z tym utrudnienia w podróżowaniu, podróż ta trwała aż 18 miesięcy. W czasie długich nieobecności Oleszyńskiego jego żona przykładnie utrzymywała dom i opiekowała się pięciorgiem dzieci.

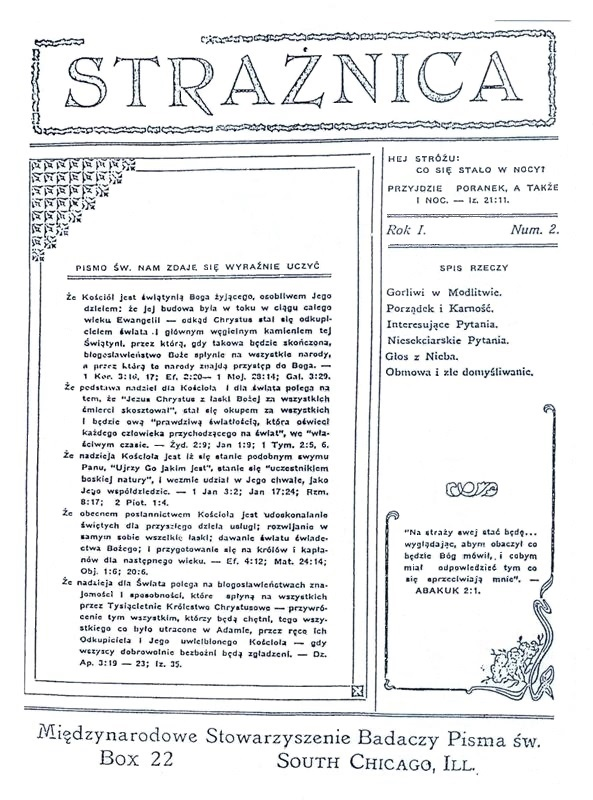
Polska edycja „Strażnicy” nr 2 z 1915 roku wydawana przez Hipolita Oleszyńskiego w Chicago

W 1915 roku C.T. Russell zaprosił Hipolita Oleszyńskiego do Brooklynu na stałe, powierzając mu wydawanie polskiej „Strażnicy”, czym ten zajmował się do roku 1918. W 1916 roku był jednym z organizatorów polskiej konwencji Badaczy Pisma Świętego, która odbyła się 29 maja w Toledo. W konwencji tej uczestniczył C.T. Russell.

### Wolni Badacze Pisma Świętego
Ponieważ Oleszyński był tłumaczem polskiej edycji „Strażnicy”, zlecono mu tłumaczenie 7 tomu Wykładów Pisma Świętego nazwanego „Dokonana tajemnica”. Jednak po przetłumaczeniu czterech rozdziałów, które kolejno ukazywały się w „Strażnicy”, odmówił dalszego tłumaczenia 7 tomu Wykładów Pisma Świętego. Pod koniec 1918 roku odłączył się też od Towarzystwa Strażnica, zostając zwolennikiem Pastoralnego Instytutu Biblijnego.
W Chicago, mając znamienitą pozycję pomiędzy Polakami, swoją postawą wywołał rozłam w zborze. Powołał wtedy zbór, któremu przewodził, a w okresie późniejszym zaczął odwiedzać również inne tworzące się zbory opozycjonistów, którzy przyjęli nazwę Wolnych Badaczy Pisma Świętego. W grupie tej Oleszyński pozostawał jedną z najwybitniejszych postaci. W styczniu 1919 roku rozpoczął wydawanie opozycyjnego pisma „Strażnica”, jednak z powodu braku środków finansowych po dwóch latach nastąpiła przerwa w wydawaniu pisma.
Ostatni raz odwiedził Polskę w 1922 roku wspólnie z Antonim Sokołowskim na zaproszenie grupy, której przewodził Wincenty Kin (zm. 10 maja 1922). Wizyta ta, która potrwała do 1923 roku, przyczyniła się do podziałów w zborach Badaczy Pisma Świętego w Polsce. Po powrocie do Ameryki od marca 1924 roku wznowił wydawanie opozycyjnego czasopisma „Strażnica”, po ponad trzyletniej przerwie. Ponieważ pismo to posługiwało się nazwą należącą do Towarzystwa Strażnica, ze względów prawnych Oleszyński był zmuszony od maja 1925 roku do zmiany jego nazwy na „Straż”. W czasopiśmie tym umieszczał prawie wyłącznie tłumaczenia artykułów C.T. Russella z angielskiego wydania „Strażnicy”. Objeżdżał również zbory Wolnych Badaczy Pisma Świętego. Przetłumaczył też blisko 900-stronicową książkę Pytania i odpowiedzi Russella oraz 600-stronicowy Komentarz do Wykładów Pisma Świętego.
W 1927 roku wysłał do Polski Augusta Stahna, który rozpoczął organizowanie w Polsce z grupek opozycjonistów zborów Wolnych Badaczy Pisma Świętego. Hipolit Oleszyński zmarł w 1930 roku.